# Kovács Zoltán (festő)

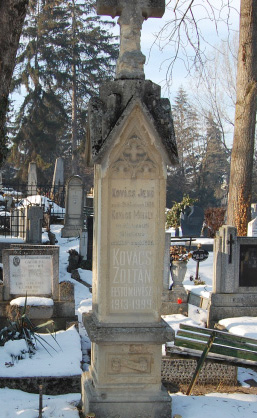
Sírja a Házsongárdi temetőben

Kovács Zoltán (Kolozsvár, 1913. szeptember 30. – Kolozsvár, 1999. június 30.) festőművész. Nevéhez fűződik Erdély művészeti főiskolájának, a kolozsvári Magyar Művészeti Intézetnek a megalapítása (1948).

## Életútja
Szülővárosában végezte a Római Katolikus Főgimnáziumot (1928), a nagybányai Szabad Festőiskolában Krizsán János tanítványa, a budapesti Képzőművészeti Főiskolán Réti Istváné; itt szerzett diplomát (1942). Tanító a dési Kodorvölgyben (1942–44), közben megrendezte Kolozsvárt első önálló kiállítását, amelyről Entz Géza és László Gyula írt elismeréssel. A második világháború után a Magyar Művészeti Intézet, majd a Ion Andreescu Képzőművészeti Intézet tanára, rektora, míg állásától meg nem fosztották (1948–51).
Egyéni kiállítása volt az Ateneul Român kiállítási termében Bukarestben (1948); újabb gyűjteményes kiállítására csak 1991-ben kerülhetett sor Kolozsvárt.
Az erdélyi képzőművészet élvonalbeli alkotója, az új festészeti törekvések egyik úttörője. Tájképeit, urbánus tájait a szimbólumok és metaforák teremtő erejével alkotta meg, elutasítva az élmények azonnali rögzítésének az impresszionizmustól örökölt módszerét. Már első kiállításán feltűnt új színt hozó, dekoratív hatású s a monumentális művészet felé igazodó festészetével (Szent László-freskóterv; belső-erdélyi tájak). Az erdélyi kultúra hagyományait, értékeit s a történelem során reá leselkedő veszélyeket idézte meg festményein (A Fellegvár alatt; Sztánai házak; A hír).
Monumentális műve volt a kolozsvári Ursus vendéglő reneszánsz kori termét díszítő beszédes hat falképe, Erdély három népét és a Kincses Város egykori ötvös-, kőfaragó- és nyomdászmesterségét megelevenítő jelképes alakokkal. Értékelő viták ellenére (1957) ezeket a freskókat utóbb a diktatúra idején lemeszeltették. A kolozsvári Carbochim Üzem klubterme számára készültek el secco falképei (1962), az Egyetemi Diáknegyedben hatalmas mozaikfala jelzi művészetének korszerűségét (1971).

## Egyéni kiállításai[3]
- 1943, 1946 • Vármegyeház, Kolozsvár
- 1947 • Bukarest
- 1991 • Képzőművészeti Galéria, Kolozsvár
- 2007 • Egyszerű emberek - Kovács Zoltán festőművész kiállítása Művelődési Központ, Bonyhád

## Köztéri alkotásai
- A történelmi Kolozsvár (enkausztika, 1957, Kolozsvár, Ursus söröző, elpusztult)
- Secco falkép (1962, Kolozsvár, a Carbochim üzem klubterme)
- Ifjúság (mozaikfal, 1971, Kolozsvár, egyetemi diáknegyed)